# 이치케리야 체첸 공화국의 국가
죽음이냐 자유냐(체첸어: Ӏожалла я маршо / Joƶalla ya marşo 오잘라 야 마르쇼)는 이치케리야 체첸 공화국의 국가였다. 1992년 작곡, 채택되어 2000년 이치케리야 체첸이 멸망하기까지 국가로 쓰였다.

## 체첸어 가사

### 라틴 문자
1절

Bűsanna buorz yexkaş düniençu dövlla txuo,

Jűranna luom uġuş txaņ ċeraş texkina.

Lailaha illAllah
Ärzuonīņ bannаşkaẋ nānuоşa daqīna,

Tarxaş thieẋ duoy ẋīzuōņ dayşa txuo jāmīna.

Lailaha illAllah
Xalq̇ana, maxkana nānuoşa qöllina,

Cärşinna ieşnaçuоẋ, mayra djahittina.

Lailaha illAllah
Lāmanaņ lēçarçī mârşuōnieẋ qiīna,

Xaluōniex, buōxamiex kurra çiеqdīlina.

Lailaha illAllah
Mōqazaņ lāmanaş daş xilla lālarax,

Dāxarieẋ, q̇īsamieẋ yâẋ uoẋa djalur yâc!

Lailaha illAllah
Buos järƶa va lâtta molxanax lielxarax,

Txēşaņ sī döxkina, txuo lätta dörzur dâc.

Lailaha illAllah
2절

Txuo ċq̇ā a cẋanniena q̇ârdella sovcur dâc,

Jōƶalla ya mârşuō – şinniex cẋaə yuoqqur yu!

Lailaha illAllah
Yiƶаraşa txaņ çövnaş ēşarşca yierzayuo,

Ẋomsarçu bjärgaşa ẋünarşna ġittaduo.

Lailaha illAllah
Macalluō ẋovzadaẋ, ōramaş duur du,

Ẋuogalluō txaş bjârzdaẋ, bēcaņ txi mīr du!

Lailaha illAllah
Bűsanna buorz yexkaş düniençu devlla du,

Xalq̇ana, maxkana, Dalla a müthaẋ du.

Lailaha illAllah

### 키릴 문자
1절

Буьйсанна борз ехкаш дуьненчу девлла тхо,

Iуьйранна лом угIуш тхан цIераш техкина.

ЛаилахIа иллАллах
Аьрзонийн баннашкахь наноша дакхийна,

Тархаш тIехь дой хьийзо дайша тхо Iамийна.

ЛаилахIа иллАллах
Халкъана, махкана наноша кхоьллина,

Цаьршинна эшначохь, майра дIахIиттина.

ЛаилахIа иллАллах
Ламанан лечарчий маршонехь кхиийна,

Халонех, бохамех курра чекхдийлина.

ЛаилахIа иллАллах
Мокхаза ламанаш даш хилла лаларах,

Дахарехь, къийсамехь яхь оха дIалур яц!

ЛаилахIа иллАллах
Бос Iаьржа ва латта молханах лелхарах,

Тхешан сий доьхкина, тхо лаьтта доьрзур дац.

ЛаилахIа иллАллах
2절

Тхо цкъа а цхьаннена къарделла совцур дац,

Iожалла, я маршо – шиннех цхьаъ йоккхур ю!

ЛаилахIа иллАллах
Йижараша тхан чевнаш эшаршца ерзайо,

Хьомсарчу бIаьргаша хьуьнаршна гIиттадо.

ЛаилахIа иллАллах
Мацалло хьовзадахь, орамаш дуур ду,

Хьогалло тхаш бIарздахь, бецан тхин мийра ду!

ЛаилахIа иллАллах
Буьйсанна борз ехкаш дуьненчу девлла ду,

Халкъана, махкана, Далла а муьтIахь ду.

ЛаилахIа иллАллах

### 한국어 음역
1절

뷔산나 보르즈 예흐카시 뒤녠추 될라 트호

위란나 롬 우구시 트한 체라시 테흐키나

라일라하 일랄라흐
애르조닌 반나슈카흐 나노샤 다키나

타르하시 톄흐 도이 히조 다이샤 트호 아미나

라일라하 일랄라흐
할카나 마흐카나 나노샤 쾰리나

채르신나 에슈나초흐 마이라 다힛티나

라일라하 일랄라흐
라마난 레차르치 마르쇼녜흐 키나

할로녜흐 보하몌흐 쿠라 체크딜리나

라일라하 일랄라흐
모카자 라마나시 다시 힐라 랄라라흐

다하례흐 키사몌흐 야흐 오하 달루르 야츠

라일라하 일랄라흐
보스 애르자 바 랏타 몰하나흐 롈하라흐

트헤샨 시 되흐키나 트호 랫타 되르주르 다츠

라일라하 일랄라흐
2절

트호 츠카 아 츠한녜나 카르델라 소추르 다츠

오잘라, 야 마르쇼 - 신녜흐 츠하 욕쿠르 유!

라일라하 일랄라흐
이자라샤 트한 체브나시 에샤르슈차 예르자요

홈차르추 배르가샤 휘나르슈나 깃타도

라일라하 일랄라흐
마찰로 호자다흐, 오라마시 두르 두,

호갈로 트하시 바르즈다흐, 베찬 트힌 미라 두!

라일라하 일랄라흐
뷔산나 보르즈 예흐카시 뒤녠추 데블라 두,

할카나, 마흐카나, 달라 아 뮈타흐 두

라일라하 일랄라흐

## 한국어 번역본
1절

우리는 늑대가 새끼를 낳을 때 태어났다

아침에 사자가 우렁차게 포효하고 있을 때, 그는 우리의 이름을 지었다

알라 외에 다른 신은 없으시다
독수리의 둥지에서 우리들의 어머니가 보살피셨으며

길들여지지 않은 야생의 황소가 우리를 가르치셨다

알라 외에 다른 신은 없으시다
우리들의 어머니가 우리를 민족과 조국에 바치기 위해 키우셨으니

만약 우리의 국가가 우리를 필요로 한다면 우리는 손에 무기를 잡고 싸워야 한다

알라 외에 다른 신은 없으시다
우리는 산의 왕자, 독수리처럼 자랐다

어떠한 곳에서도 우리는 부끄러울 일이 없을 터이니

알라 외에 다른 신은 없으시다
절벽의 화강암을 끓게 하는 것이

우리가 삶의 투쟁에서 우리의 명예를 잃게 하는 일보다는 쉬울 것이다

알라 외에 다른 신은 없으시다

2절

뜨거운 태양이 지구를 삼키는 것이

우리가 명예없이 살았다는 것을 증명해보이는 일보다는 나으리라

알라 외에 다른 신은 없으시다
우리는 아무에게도 머리를 조아리지 않을 것이며, 우리는 우리의 신성한 맹세를 지킬 것이다

죽거나 자유를 쟁취하는 것은 우리의 믿음이니

알라 외에 다른 신은 없으시다
우리의 자매들이 형제들의 깊은 상처를 노래로 치유하니

사랑하는 이의 눈이 무기를 잡는 힘이 되리라

알라 외에 다른 신은 없으시다
만약 가난이 우리를 약하게 한다면, 우리는 나무뿌리를 캐먹을 것이며

목마름이 우리를 쇠약하게 한다면, 우리는 풀즙을 짜서 마실 것이다

알라 외에 다른 신은 없으시다
우리는 늑대가 새끼를 낳던 때 태어났다

우리는 신께 우리의 민족과 조국을 지키겠다고 약속했다

알라 외에 다른 신은 없으시다

## 같이 보기
- 체첸 공화국의 국가